# Ectopleura exxonia
Ectopleura exxonia is een hydroïdpoliep uit de familie Tubulariidae. De poliep komt uit het geslacht Ectopleura. Ectopleura exxonia werd in 1978 voor het eerst wetenschappelijk beschreven door Watson. 